# 乙女のはらわた星の色
『乙女のはらわた星の色』（おとめのはらわたほしのいろ）は、いしとゆうらによる日本の漫画。『ジャンプスクエア』（集英社）にて2019年1月号から2020年3月号まで連載された。

## ストーリー
地球に突如ウェーヴェ人と名乗る異星人が来訪。目的は、なんと侵略的婚活だった。そして森陵学園高等学校の1年生・ゲンは、地球人の純血を守るため、ウェーヴェ人からの誘惑に耐えるのだが…!?

## 登場キャラクター
ゲン
主人公
ミリカ
ヒロインその１。発火能力者。
タレラ
ヒロインその２。猫耳。
キゥリプ
ヒロインその３。ギャグ担当になる事が多い。ヒロインの中でもダントツで倫理観がやばい。
ミツヨシ
主人公の友人。女性の守備範囲がかなり広い。

## 書誌情報
- いしとゆうら 『乙女のはらわた星の色』 集英社〈ジャンプ・コミックス〉、全4巻
  1. 2019年3月9日発行（3月4日発売[1]）、ISBN 978-4-08-881771-2
  2. 2019年7月9日発行（7月4日発売[2]）、ISBN 978-4-08-881891-7
  3. 2019年11月6日発行（11月1日発売[3]）、ISBN 978-4-08-882111-5
  4. 2020年3月9日発行（3月4日発売[4]）、ISBN 978-4-08-882238-9